# Celmisia alpina
Celmisia alpina là một loài thực vật có hoa trong họ Cúc. Loài này được (Kirk) Cheeseman mô tả khoa học đầu tiên năm 1925.